# Вајт Рок (Британска Колумбија)
Вајт Рок (енгл. White Rock) је град у Канади у покрајини Британска Колумбија. Према резултатима пописа 2011. у граду је живело 19.339 становника.

## Становништво
Према резултатима пописа становништва из 2011. у граду је живело 19.339 становника, што је за 3,1% више у односу на попис из 2006. када је регистровано 18.755 житеља.
| 2006.  | 2011.  |
| ------ | ------ |
| 18.755 | 19.339 |